# مارتین ایزل
مارتین ایزل (انگلیسی: Martin Eisl؛ زادهٔ ۱۴ نوامبر ۱۹۸۲) یک ورزشکار اهل اتریش است.
از باشگاه‌هایی که در آن بازی کرده‌است می‌توان به باشگاه فوتبال ردبول زالتسبورگ و باشگاه فوتبال آستریا زالتسبورگ اشاره کرد.